# Sosístrato II de Siracusa
Sosístrato (en griego, Σωσίστρατος, ... - después de 276 a. C.), conocido como Sosístrato II de Siracusa, fue el tirano de Siracusa entre 279-277 que reinó sobre otras treinta ciudades de Sicilia, incluyendo Agrigento.
Estaba emparentado con Sosístrato I, el jefe de la oligarquía de Siracusa entre las tiranías de Timoleón y Agatocles.
Tras el exilio de Hicetas, Tenón ascendió al gobierno de la ciudad de Siracusa. Pronto Sosístrato se unió con él, y ambos compartieron inicialmente el poder de forma pacífica. Se apoyaron en un ejército de mercenarios que los siguieron cuando su alianza se rompió. Comenzó una guerra civil que dividió la ciudad entre Ortigia (en manos de Tenón) y el continente (en manos de Sosístrato). Sosístrato, reforzado por un pelotón de 10 000 hombres, probablemente derrotó a Tenón y amplió su gobierno de Siracusa, a Agrigento y sobre otras treinta ciudades.
Aprovechando la situación de la guerra civil, los cartagineses intervinieron en el conflicto siracusano y sitiaron la ciudad por tierra y por mar. La situación se volvió tan crítica que las dos facciones pidieron la ayuda de Pirro, rey de Epiro, al que entregaron la ciudad y el ejército, garantizándole también la ayuda de otras ciudades sicilianas. Sosístrato también recuperó Agrigento, que había caído de manos de Cartago.
Reconciliado con Tenón por mediación de Pirro, fue nombrado comandante de los contingentes mercenarios contra Cartago. Se opuso a la continuación de la guerra y los altos costos en vista de una posible expedición a África, así que se rebeló junto a Tenón contra Pirro. Ambos fueron condenados, pero mientras que Tenón fue ejecutado, Sosístrato escapó de Siracusa, y encabezó una amplia revuelta con el apoyo de los cartagineses y mamertinos.